# 万寿公园
39°52′43″N 116°21′44″E / 39.8786111°N 116.3622222°E
万寿公园，位于北京市西城区白纸坊东街甲29号。

## 简介
万寿公园原名万寿西宫，是一座道教宫观，为明朝万历四十五年（1617年）兴建的二聖宮（关帝庙和吕祖阁），因位于宏仁万寿宫（清朝已毁）之西而得名。万寿西宫现为西城区普查登记文物。
中华人民共和国成立后，人民政府多次对这里绿化整建。1955年，定名“万寿西宫公园”，1995年重新改造后更名为“万寿公园”。
万寿公园占地面积5万平方米，是北京市首座老年性公园，设有沁芳园、绿竹苑、老年门球场、露天舞池、京韵风俗、假山瀑布、疏林大草坪等八个景区。2004年，宣武区人民政府投资对该公园全面改建，建成了较完善的应急避险指挥系统，成为中华人民共和国首家较为完善的防灾避险公园。该公园还是中华人民共和国首家节能型公园。
2014年，西城区人民政府决定对该公园整体改造，确定为 “孝”、“寿”文化宣传教育基地。改造后，该公园从南至北、从西至东依次为“寿贺康宁”、“茗香茶社”、“绿竹苑”、“健康步道”、“健身广场”、“公共安全宣传教育基地”、“地书广场”、“门球场”、“知音瀑布”、“秋林爱晚”、“防灾避险应急指挥中心”、“天天园艺”、“五福同乐”、“孝行民和”、“海棠书斋”、“颐景軒”游客服务中心。